# Рассказов, Иван Павлович
Иван Павлович Рассказов (26 августа 1917 года — 28 февраля 1980 года) — работник Уфимского завода аппаратуры связи, Герой Социалистического Труда. Участник Великой Отечественной войны.

## Биография
Родился 26 августа 1917 г. в с. Гуровка ныне Кушнаренковского района Республики Башкортостан.
Образование — неполное среднее.
Трудовую деятельность начал в 1934 г. в тресте «Южураллес», в 1938—1941 годах работал в городском тресте столовых в Уфе. В июле 1941 г. призван в ряды Красной Армии, участвовал в Великой Отечественной войне, в составе войск связи. Демобилизован в 1946 году и с этого времени работал на Уфимском заводе аппаратуры дальней связи Министерства радиопромышленности СССР (сейчас — ОАО Башкирского производственного объединения «Прогресс») .
Высококвалифицированный специалист, И. П. Рассказов норму выработки ежегодно выполнял на 140—150 процентов при отличном качестве выпускаемой продукции. Задание восьмой пятилетки (1966—1970) выполнил досрочно — в октябре 1969 года.
Свой большой практический опыт И. П. Рассказов передавал молодым рабочим, прививая трудовые навыки и любовь к родному заводу, выбранной профессии. Обучил 17 молодых рабочих.
Активный рационализатор в работе применял передовые технологии, которые способствовали повышению производительности труда. Внедрил такие прогрессивные методы обработки деталей, как фрезерование набором фрез, использование многоместных приспособлений, обработка твердосплавными инструментами.
Занесён в Книгу почета Уфимского завода аппаратуры связи. Ему присвоено звание «Лучший фрезеровщик завода».
За выдающиеся заслуги в выполнении пятилетнего плана 1966—1970 гг. и организацию производства изделий новой техники Указом Президиума Верховного Совета СССР от 26 апреля 1971 г. И. П. Рассказову присвоено звание Героя Социалистического Труда.
В 1977 г. вышел на пенсию.
Умер 28 февраля 1980 года, похоронен на Южном кладбище Уфы.

## Награды
- Герой Социалистического Труда (1971);
- Орден Ленина;
- медали.